# Pczełarowo (obwód Kyrdżali)
Pczełarowo (bułg. Пчеларово) – wieś w Bułgarii, w obwodzie Kyrdżali, w gminie Czernooczene. Według danych szacunkowych Ujednoliconego Systemu Ewidencji Ludności oraz Usług Administracyjnych dla Ludności, 15 czerwca 2020 roku miejscowość liczyła 135 mieszkańców.